# یک روز عالی (مجموعه تلویزیونی)
یک روز عالی (انگلیسی: A Superior Day; کره‌ای: 우월한 하루) یک مجموعه تلویزیونی محصول کره جنوبی سال ۲۰۲۲ به کارگردانی جو نام هیونگ و با بازی جین گو، ها دو کوان و لی وون گون است. این مجموعه بر پایه وب‌تونی از تیم گت‌نیم است و یک داستان ۲۴ ساعته را روایت می‌کند. این مجموعه از ۱۳ مارس تا ۱ مه ۲۰۲۲، یکشنبه‌ها ساعت ۲۲:۳۰ (کی‌اس‌تی) از اوسی‌ان پخش شد.

## بازیگران

### اصلی
- جین گو در نقش لی هو چول[۶]
- ها دو کوان در نقش به ته جین
- لی وون گون در نقش کوان شی وو[۷]